# Bizia
Bizia là một chi bướm đêm thuộc họ Geometridae.

## Các loài
- Bizia grandinaria (Motschulsky, 1860)